# Heinrich Otto von Aderkas
Heinrich Otto von Aderkas (russisch Андрей Антонович Адеркас, Andrei Antonowitsch Aderkas; * 1770 in Peddast auf Moon; † 28. Märzjul. / 9. April 1840greg. in Arensburg auf Ösel) war ein General der Kaiserlich Russischen Armee.

## Leben
Heinrich von entstammte der deutschbaltischen Adelsfamilie Aderkas. Er war ein Bruder des Zivilgouverneurs von Pleskau Berend Otto von Aderkas (1775–1831).
Seine Laufbahn begann im Jahre 1776 beim 1. Kadettenkorps. 1789 stand er im Rang eines Leutnants beim Welikolukski Musketierregiment, 1789 war er Kapitän und Quartiermeister unter General von Knorring in Finnland, 1793 Kommandant in Narva und anschließend beim Generalstab.
1795 war Aderkas bereits im Rang eines Majors und diente unter General Repnin in Polen. Als Oberstleutnant begab er sich nach St. Petersburg, wo er schon 1799 zum Oberst des Generalstabes befördert wurde. Im Jahre 1800 übernahm er die Stelle des Leiters der Quartiermeisterabteilung in St. Petersburg und in Gatschina.
1805 diente Aderkas unter General Tolstoi und begab sich mit diesem nach Hannover. Weiterhin nahm er unter anderem an den Schlachten bei Preußisch Eylau, Heilsberg und Friedland teil, wurde im Anschluss mit dem Pour le Mérite ausgezeichnet und zum Generalmajor befördert.
1808 wurde er zum Generalquartiermeister in die Armee des Fürsten Peter Bagration in Finnland ernannt. Vom 2. bis 10. März 1809 führte Heinrich die Abteilung, die die Ålandinseln zum zweiten Mal eroberte.
Nach Beendigung des Schwedischen Krieges, an dessen Ausführungsplänen Aderkas maßgeblich mitwirkte, bestand Fürst Bagration darauf, ihn für die unter seinem Kommando stehende Armee zum Generalquartiermeister zu ernennen.
Aderkas nahm dann am Russisch-Türkischen Krieg teil. Hier befehligte er die Belagerung der türkischen Festung Silistra am 22. September 1809.
Ab 1811 war Aderkas Generalquartiermeister der 2. Westarmee in Schitomir und dann in Lutzk, nahm aber 1812 aus gesundheitlichen Gründen seinen Abschied und zog sich nach Oesel auf sein Gut zurück.
1825 berief Alexander I. ihn abermals in den Dienst, und zwar als Generalquartiermeister bei dem Hauptstabe des Kaisers. 1826 wurde er zum Generalleutnant befördert, jedoch musste er selben Jahres erneut aus gesundheitlichen Gründen seinen Abschied einreichen, der auch gewährt wurde.
Heinrich Otto von Aderkas starb in Arensburg mit 70 Jahren an der Wassersucht.

## Auszeichnungen
- Nach dem Feldzug in Preußen Wladimirorden 4. Klasse am Band
- St. Anna Orden der 1. Klasse mit Stern